# Галицькі походи Мстислава Удатного
Галицькі походи Мстислава Удатного — військові експедиції сил смоленських Ростиславичів для оволодіння Галицьким князівством у період боротьби за владу у ньому після смерті Романа Мстиславича (1205 р.) Походи відбувалися в рамках загального посилення позицій смоленського дому на Русі в період 1209—1222 років, коли вони окрім Смоленського та Овруцького князівств контролювали також Новгород, Київ та Полоцьк. Очолював спільні військові дії князь новгородський, а, згодом, галицький Мстислав Удатний. Період від галицьких походів і до смерті Мстислава (1227) частина істориків оцінює як період «відносного спокою» в південній Русі (1221—1227).
За однією з версій, Мстислав був онуком Ярослава Осмомисла. Цим можна пояснюватися його успішні претензії на галицький престол.

## Першоджерела
Галицько-Волинський літопис датує перше захоплення Мстиславом Галича 1212 роком, другий — 1219 роком. Датування літопису було проаналізовано в порівнянні з іншими руськими і зарубіжними джерелами того часу і уточнено Михайлом Грушевським, який датує перший похід 1219 роком, другий — зимою 1220—1221 років, третій — весною 1221 року.
Новгородський перший літопис пише про захоплення Мстиславом Галича тільки в 1219 році, згадуючи також що у цій кампанії брав участь двоюрідний брат Мстислава, Володимир Рюрикович.
Лаврентіївський літопис згадує тільки про остаточне захоплення Галича Мстиславом у 1221 році.
В будь-якому разі боротьбу за Галич між Мстиславом та угорцями можна розмістити у такій послідовності :
- Угорсько-польська угода в Спіші (1214), за якою Коломан вокняжився в Галичі, краківський князь Лешек Білий отримав Перемишль і Любачів, а Данило Романович — Волинське князівство;
- Захоплення угорцями у поляків Перемишля і Любачева;
- Запрошення Лешеком Білим Мстислава Удатного з Новгорода та перше захоплення Галича Мстиславом;
- Одруження доньки Мстислава Анни з Данилом Романовичем;
- Захоплення Данилом Романовичем Берестя та інших міст, відданих раніше Лешеку при його втручанні в боротьбу за волинський престол;
- Угорсько-польський похід на Галич, збір військ Мстиславом і Ольговичами, облога і здача міста;
- Другий і третій походи Мстислава на Галич (1220—1221).

## Історія

### Перший похід
За однією з версій, Мстислав зайняв Галич в перший раз вже в 1215 році, коли пішов з Новгорода, пославшись на наявність справ на півдні. Відомо про те, що він просив угорського короля дати йому Галич, а також про облогу Галича військом північноруських князівств, яка не знайшла відбиття в руських літописах. Після чого Андраш II вивіз свого сина Коломана в Угорщину. Також джерела повідомляють про плани молодших Всеволодовичів суздальських щодо Галича в разі перемоги у Липицькій битві в наступному році, де Галич поставлений в один ряд з Києвом, Новгородом і Смоленськом, займаними безпосередньо смоленськими Ростиславичами.
Основні успішні дії Мстислава з оволодіння Галичем були здійснені після його відходу з Новгорода в 1217 році, коли він передав новгородський престол синові Мстислава Романовича Київського — Святославу. У 1218 році при підтримці свого двоюрідного брата Володимира Рюриковича смоленського під час участі основних угорських сил у п'ятому хрестовому поході Мстислав успішно зайняв Галич 
Примітно, що галичани всі і Судислав послали за Данилом, ймовірно, вважаючи що від нього буде менша загроза боярської самостійності, ніж з боку Мстислава. Данило ж не поспішав їхати, вважаючи за краще не вступати у конфлікт з наймогутнішим на той момент княжим угрупованням на Русі і не заперечуючи прав старшинства у свого двоюрідного дядька.

### Повернення Галича угорцями
У 1219 році Мстислав уклав союз з Данилом Романовичем Волинським, видавши за нього свою доньку Анну, Данило розгорнув успішні військові дії проти краківського князя Лешка Білого, після чого Лешко схилився до союзу з угорським королем Андрашем II проти Мстислава і Данила. У тому ж році об'єднане угорсько-польське військо обложило Галич. Мстислав привів союзних Ольговичів і доручив Данилу Романовичу сісти в облогу в Галичі. Але з якоїсь причини Мстислав з угорцями в польовий бій не вступив, і дозволив Данилу залишити місто.

Фразу Мстислава на адресу Данила, що послідувала за втратою Галича,

Поиди, княже, в Володимерь, а я поиду в половци, мьстивЕ сорома свого.

Російський історик Сергій Соловйов коментує наступним чином:

Але не до половців вирушив Мстислав: він пішов на північ, там звільнив Новгорода від Ярослава Всеволодовича, здобув Липецьку перемогу і тільки в 1218 році з'явився знову на півдні.

### Другий і третій походи
Взимку 1220—1221 років Мстислав з половцями знову пішов походом на Галич. Угорське військо зустріло його на підступах до міста. Битва тривала кілька годин і не принесла князеві успіху. Союзник Мстислава Данило і союзні угорцям поляки відволікали один одного. Навесні 1221 року Мстислав знову підступив до Галича. Розбивши угорський гарнізон біля міських воріт, Мстислав увірвався в Галич, а полоненого королевича Коломана відіслав у Торчеськ. Угорський король Андраш II, щоб звільнити сина з полону, був змушений почати переговори. Після укладення миру з угорським королем і видачі за його сина Андраша своєї дочки Марії Мстислав остаточно утвердився в Галичі (1221).